# Monte Consolino

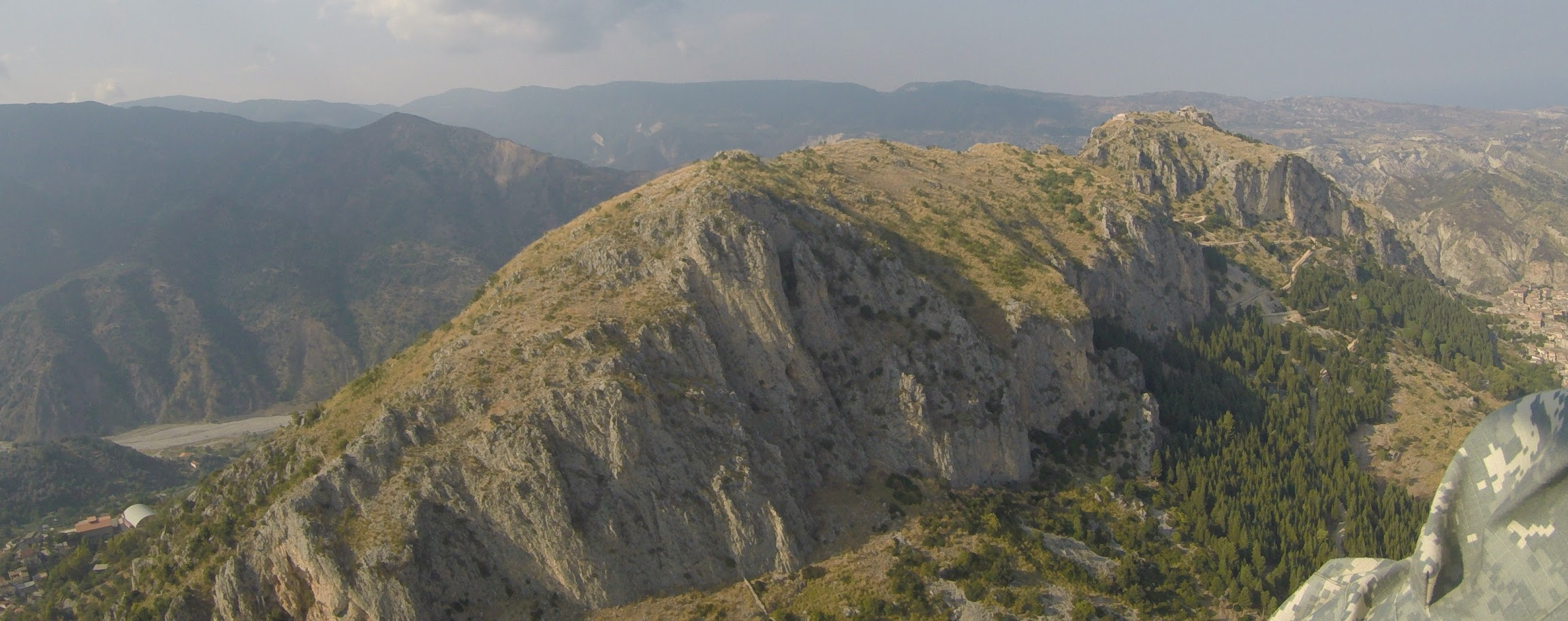
Monte Consolino dall'alto (agosto 2016)

Il monte Consolino (701 m s.l.m.) è un rilievo della Calabria sud-occidentale, appartenente alla catena delle Serre, che si innalza nella vallata dello Stilaro.
Ai suoi piedi si trova il comune di Stilo (nel quale ricade la cima), a valle tra il Consolino e il monte Stella c'è il comune di Pazzano, e infine il comune di Bivongi vicino alla fiumara Stilaro.

## Etimologia
Nome di origine incerta, viene però menzionato già nel XIX secolo nell'Itinerario delle Due Sicilie di Gabriele Quattromani del 1827 col nome di "Monte Tramontana", nome ormai rimasto alla parete settentrionale del Consolino che insiste sul territorio comunale di Pazzano e Bivongi.

## Descrizione

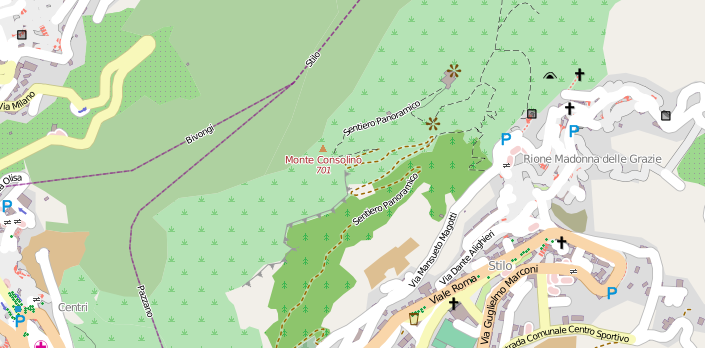
Carta del Monte Consolino

Confina a settentrione e a est con la fiumara Stilaro, a nord si trovano una serie di terrazzamenti in uno dei quali giace il comune di Pazzano a ridosso anche del monte Stella. Scendendo ulteriormente i terrazzamenti arrivano dopo aver incontrato il comune di Bivongi allo Stilaro. A sud-ovest la montagna degrada più dolcemente e si incontra il comune di Stilo.

### Geologia
Nell'Analisi del dissesto in Calabria svolta dall'Autorità di bacino regionale della Calabria del novembre 2007 viene descritto geologicamente il complesso come rocce carbonatiche in contatto tettonico con rocce metamorfiche di basso grado e la descrizione di un fenomeno di tipo "Laterali spread" con associate frane relativamente superficiali  (croli e scorrimenti).

## Estrazione mineraria
Il 5 luglio 1920 nasce a Genova la Società Anonima Miniere di Pazzano con a.d. Adolfo Senigallia e Giulio Fiorello e vennero riaperte a Pazzano numerose miniere per l'estrazione di pirite e argento, tra cui la miniera Regina, Noceto e Scolo sul monte Consolino.

## Monumenti e luoghi di interesse

### Castello normanno e Kastrum bizantino

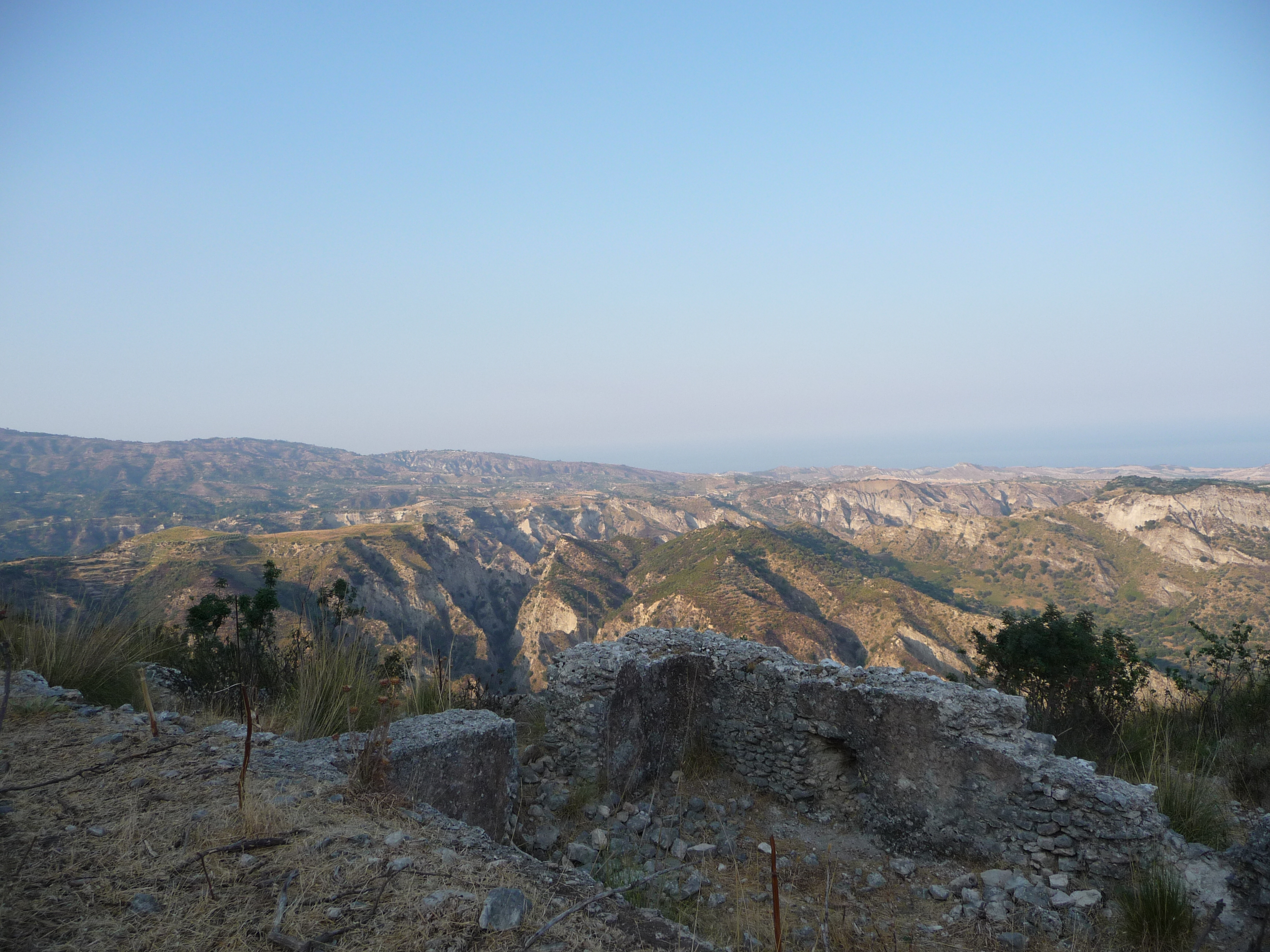
Resti del Kastrum Bizantino

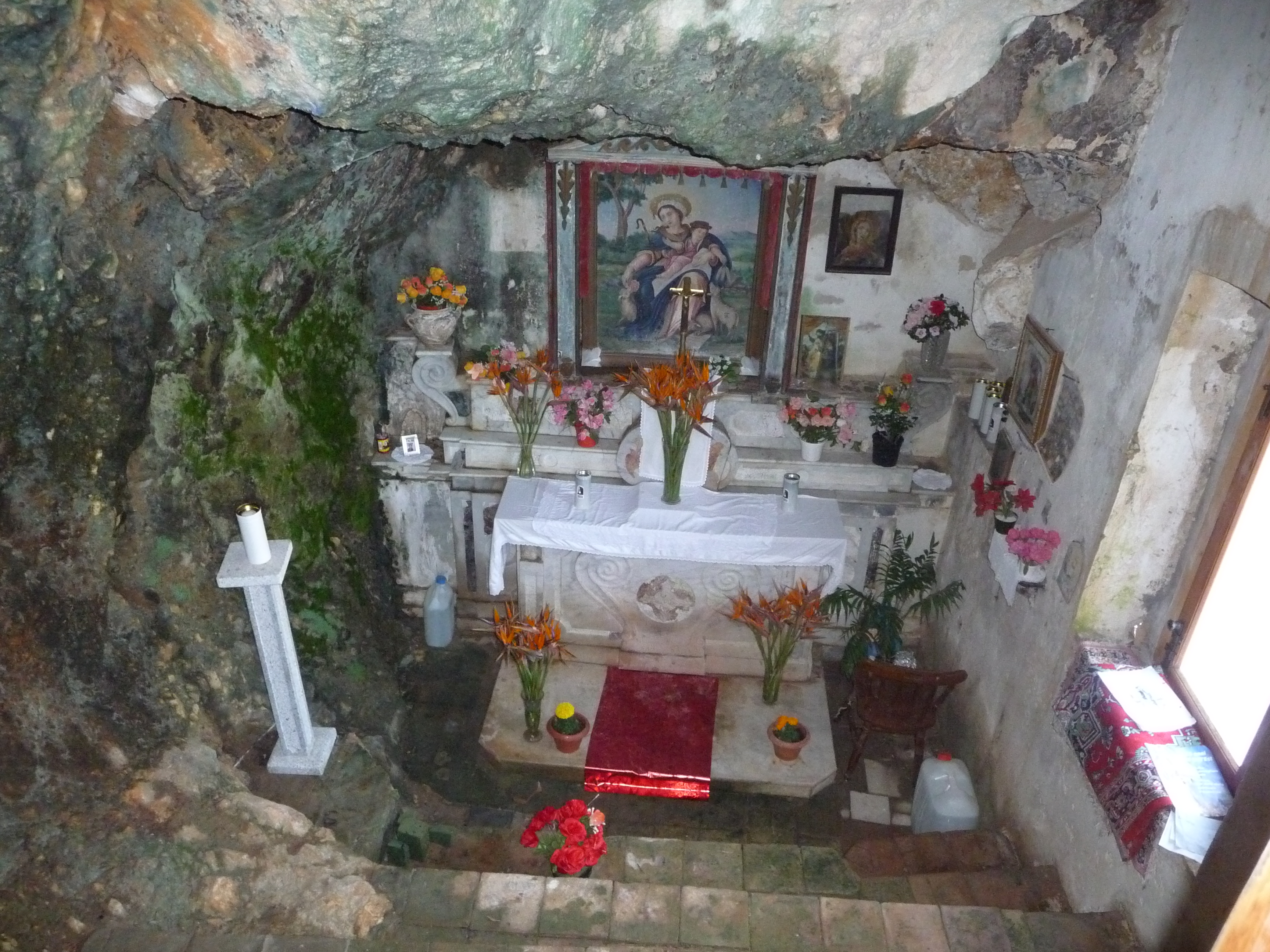
Laura della Divina Pastorella (interno)

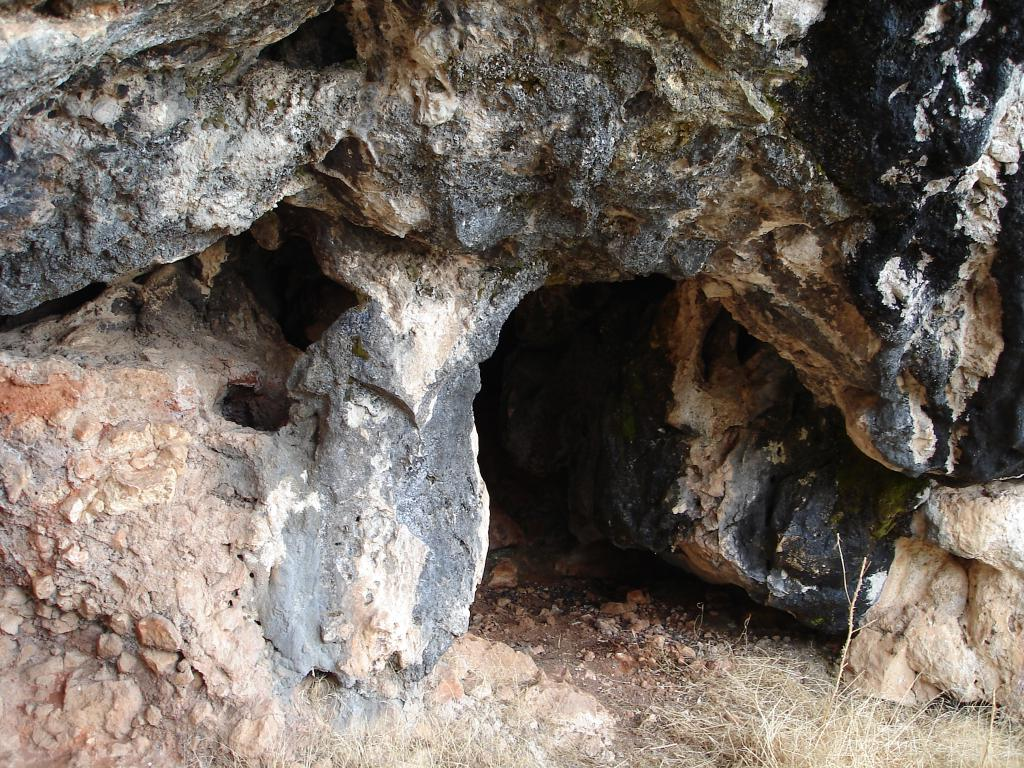
Grotta eremitica, recentemente riconsacrata dai Padri Greco-Ortodossi del monastero di San Giovanni Theristy di Bivongi (Foto di Elia Fiorenza)

Sulla vetta si trova l'antico castello normanno fatto costruire da Ruggero II.
Più in basso, su un piccolo pianoro sono presenti i resti dell'antico insediamento fortificato di Stilo che resistette per 6 anni all'invasione araba, il cosiddetto Kastrum bizantino del IX secolo. Il castello e il Kastrum sono raggiungibili da Stilo da due sentieri. Dal 2009 fino al 2016 ha avuto un intervento di restauro.

### Laure monastiche
Sul monte Consolino sono presenti 16 laure monastiche bizantine con alcuni affreschi.
La più importante è la grotta di Sant'Angelo. In essa si trova l'affresco rappresentante secondo l'Orsi il Redentore con i santi Cosma e Damiano e per altri studiosi san Pietro e san Paolo abbracciati sotto la benedizione del Cristo.
La laura dei beati Ambrogio e Nicola, maestri di san Giovanni Theristis, recentemente riconsacrata, e la laura della Divina Pastorella o di santa Maria di Tramontana già menzionata nel 1115, e per un periodo chiesa Rupestre.
Le lauree del centro della città, scavate nell'arenaria, al cui interno è tracciata una croce con la scritta in greco: O Aghios Georgeios.
La grande laura: situata nel versante stilese, un sistema di grotte con alcune strutture murarie da studiare.

## Attività sportive
Da Stilo si possono intraprendere due brevi percorsi escursionistici che conducono entrambi al castello normanno sulla vetta del monte, uno più ripido, nel quale si svolge anche la Via Crucis, ben segnalato, e un altro con pendenze più dolci percorribile anche da fuoristrada fino a un certo punto.
Il Monte Consolino è una delle location principali dello Stilaro Summer Fest, un festival outdoor, la cui prima edizione, si terrà il 21 e 22 giugno 2025, nella Vallata dello Stilaro. Durante l’evento, il monte ospita attività sportive come escursioni guidate, arrampicate su falesie e laboratori legati al movimento consapevole. Il festival, che si svolge in vari luoghi simbolici della zona, promuove la valorizzazione del paesaggio montano attraverso pratiche sostenibili e inclusive.
Nel 2006 in concomitanza con il Calabria Rock 2006 esperti di arrampicata su roccia hanno tracciato vari itinerari e due vie per la scalata del monte.
Il monte è stato suddiviso in 6 settori: Grotta, Pilastrino, Gaia, Torre Staccata, Calabria Esaudita e Città del Sole.
La roccia del monte è calcarea di ottima qualità, l'esposizione delle 48 vie individuate è a Sud-Est, a giugno tutte le pareti vanno completamente in ombra verso le 15:00, la temperatura è piacevole e si riesce ad arrampicare senza la presenza costante del sole. Il settore Gaia è in ombra tutto il giorno.
La difficoltà è: 4a / 7b.
| Settori scalabili del Monte Consolino | Settori scalabili del Monte Consolino | Settori scalabili del Monte Consolino | Settori scalabili del Monte Consolino | Settori scalabili del Monte Consolino | Settori scalabili del Monte Consolino | Settori scalabili del Monte Consolino | Settori scalabili del Monte Consolino |
|                                       | Descrizione | Esposizione                           | Accesso | Difficoltà                            | Numero vie                            | Latitudine                            | Longitudine                           |
| ------------------------------------- | --- | ------------------------------------- | --- | ------------------------------------- | ------------------------------------- | ------------------------------------- | ------------------------------------- |
| Grotta                                | Monotiri lunghi. Arrampicata atletica. | Sud Est.                              | | 6b / 7b                               | 6                                     | N 38.4775°                            | E 16.4607°                            |
| Pilastrino                            | Paretina con 5 monotiri poco sopra il settore Gaia. | Sud                                   | Come per il settore Gaia, subito prima della parete del settore Gaia salire in breve alla parete del Pilastrino per tracce di sentiero.                                                                             | 5a / 6b                               | 5                                     | N 38.4769°                            | N 38.4769°                            |
| Gaia                                  | Come per il settore Gaia, subito prima della parete del settore Gaia salire in breve alla parete del Pilastrino per tracce di sentiero. Il settore comprende una ventina di vie che vanno dal 4 al 7b, diverse delle quali sono considerate da molti sottogradate. La roccia è di un calcare compatto e di ottima qualità, su buchi e canne, non mancano le vie di strapiombo e di placca. Il settore situato dentro una boscaglia regala l'ombra tutto il giorno e permette un'arrampicata fin dalle prime ore del mattino. | Sud                                   | | 4a / 7b                               | 19                                    | N 38.4765°                            | E 16.4606°                            |
| Torre Staccata                        | Bella torre di 20 metri con due monotiri attrezzati. | Sud (ombreggiato)                     | Subito prima del settore Gaia, salendo 30 m per tracce di sentiero. | 5c / 6b                               | 2                                     | N 38.4767°                            | E 16.4606°                            |
| Calabria esaudita                     | Speroncino comprendente una via di tre tiri e tre monotiri. | Sud Est                               | Dopo il settore Gaia continuare per sentiero salendo verso la grande parete dove sono presenti alcuni itinerari a più tiri, quindi costeggiare la parete e superare un grande diedro per raggiungere lo speroncino. | 5c / 7a                               | 4                                     | N 38.4762°                            | E 16.4596°                            |
| Città del sole                        | Placche soleggiate con 12 monotiri (ancora in sviluppo) | Sud Est                               | Continuare lungo la parete dopo il settore Calabria Esaudita. | 5a / 7b                               | 12                                    | N 38.4761°                            | N 38.4761°                            |

## Galleria d'immagini

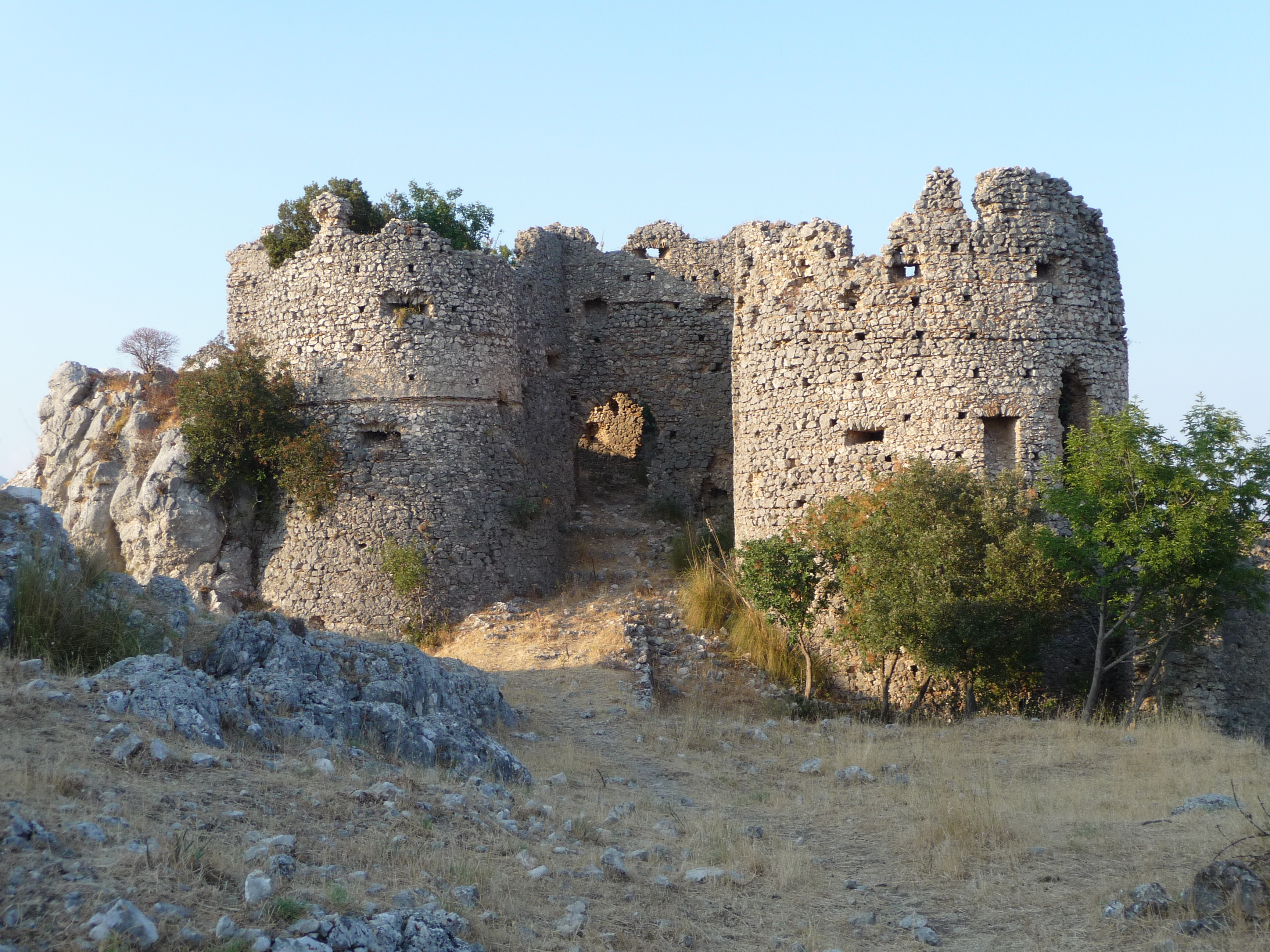
Castello Normanno
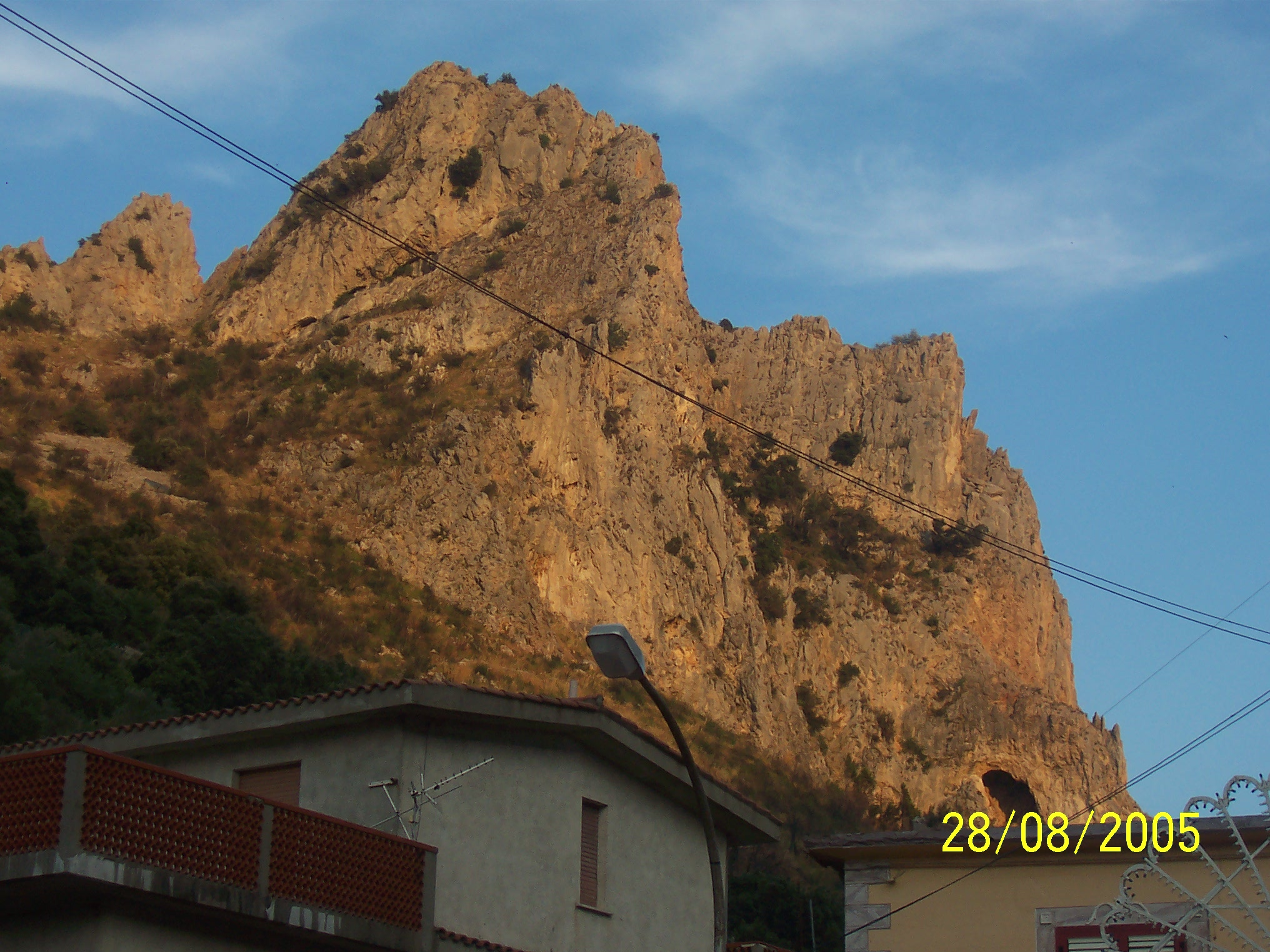
Monte Consolino dal versante visto da Pazzano
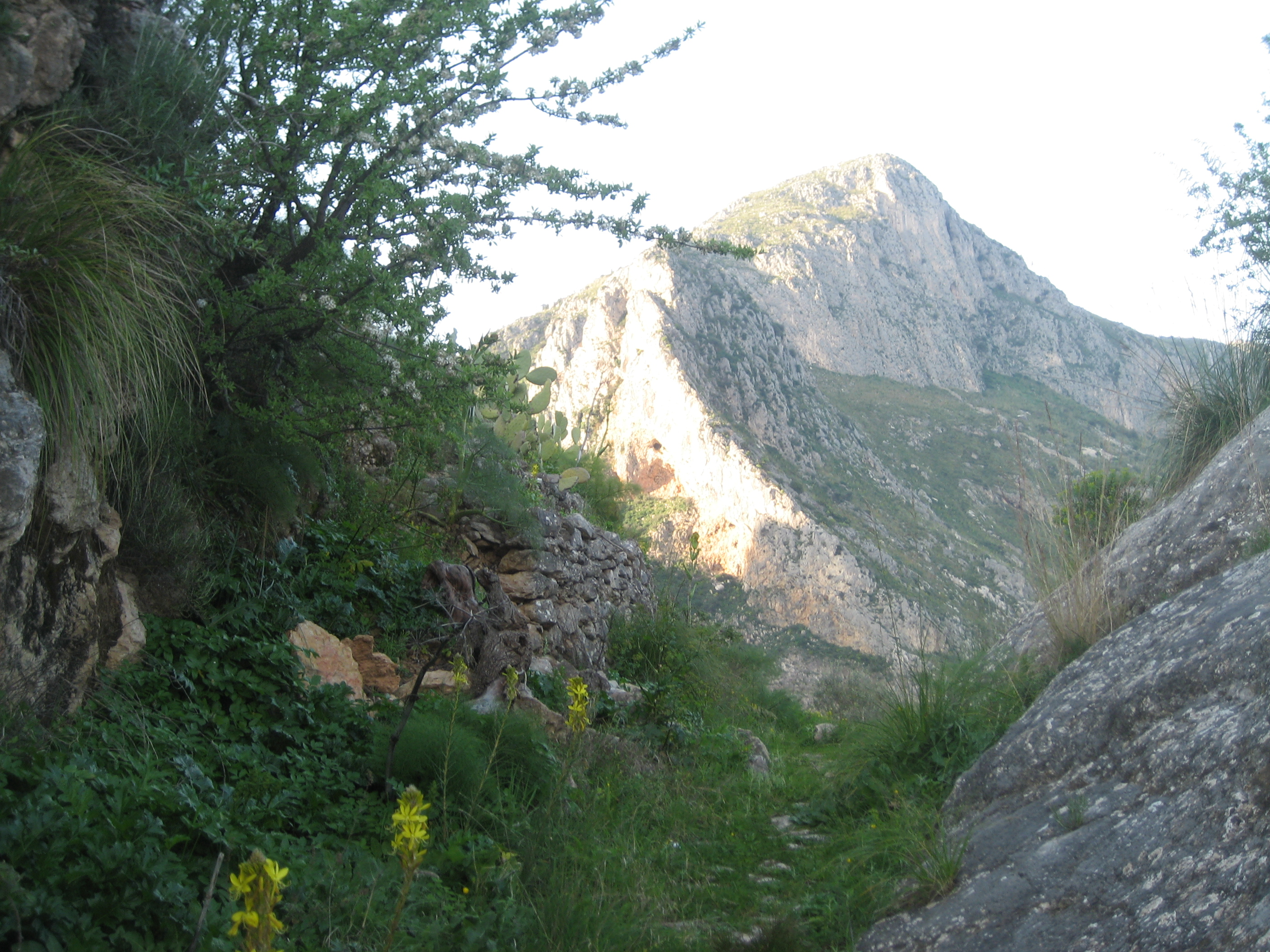
Monte Consolino (ripreso da sentiero basiliano - Pazzano)
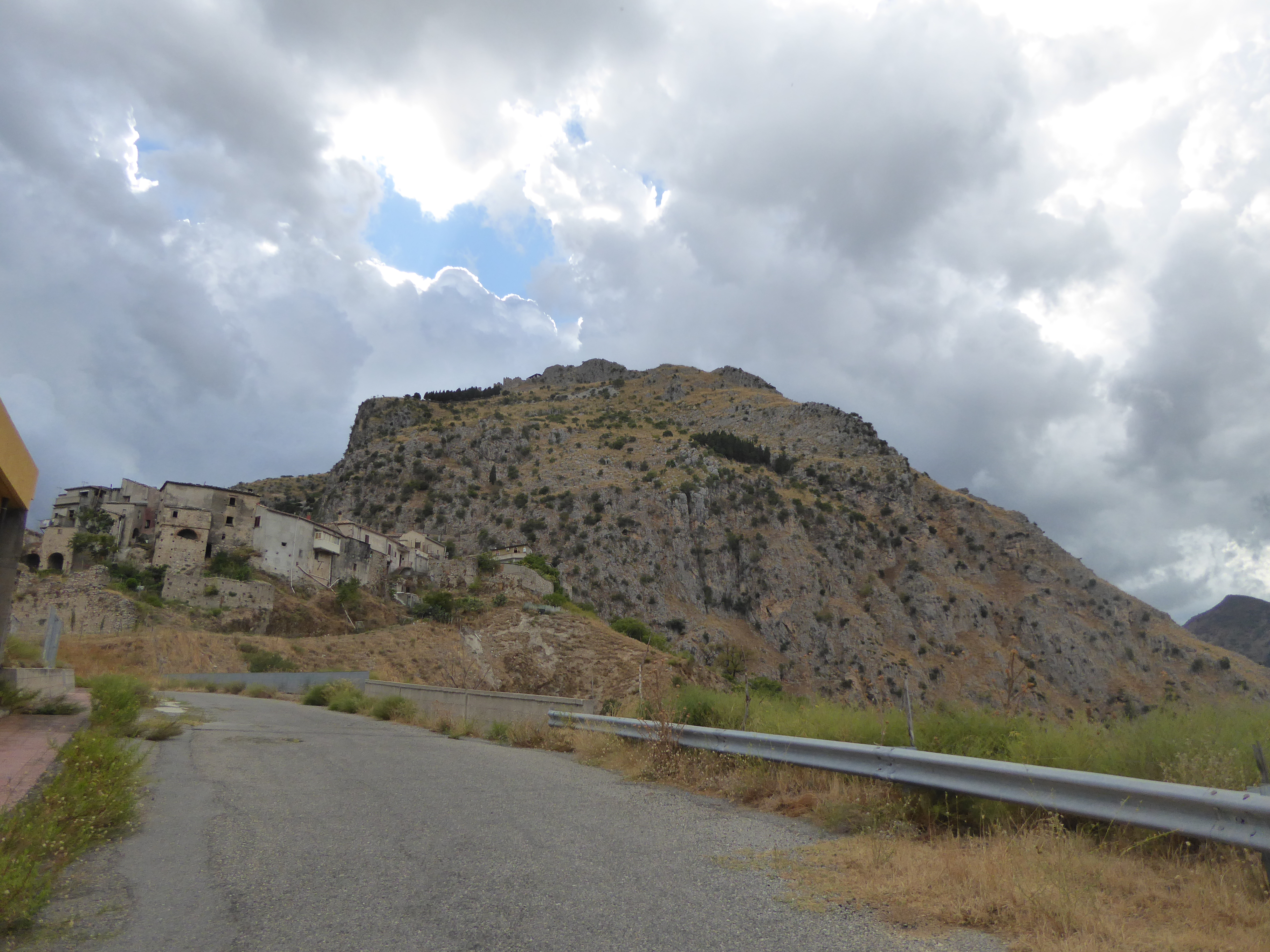
Monte Consolino visuale da San Domenico (Stilo)
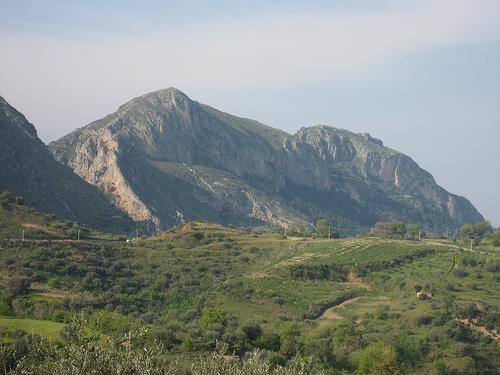
Monte Consolino (fotografato da località Cuturi-Pazzano)
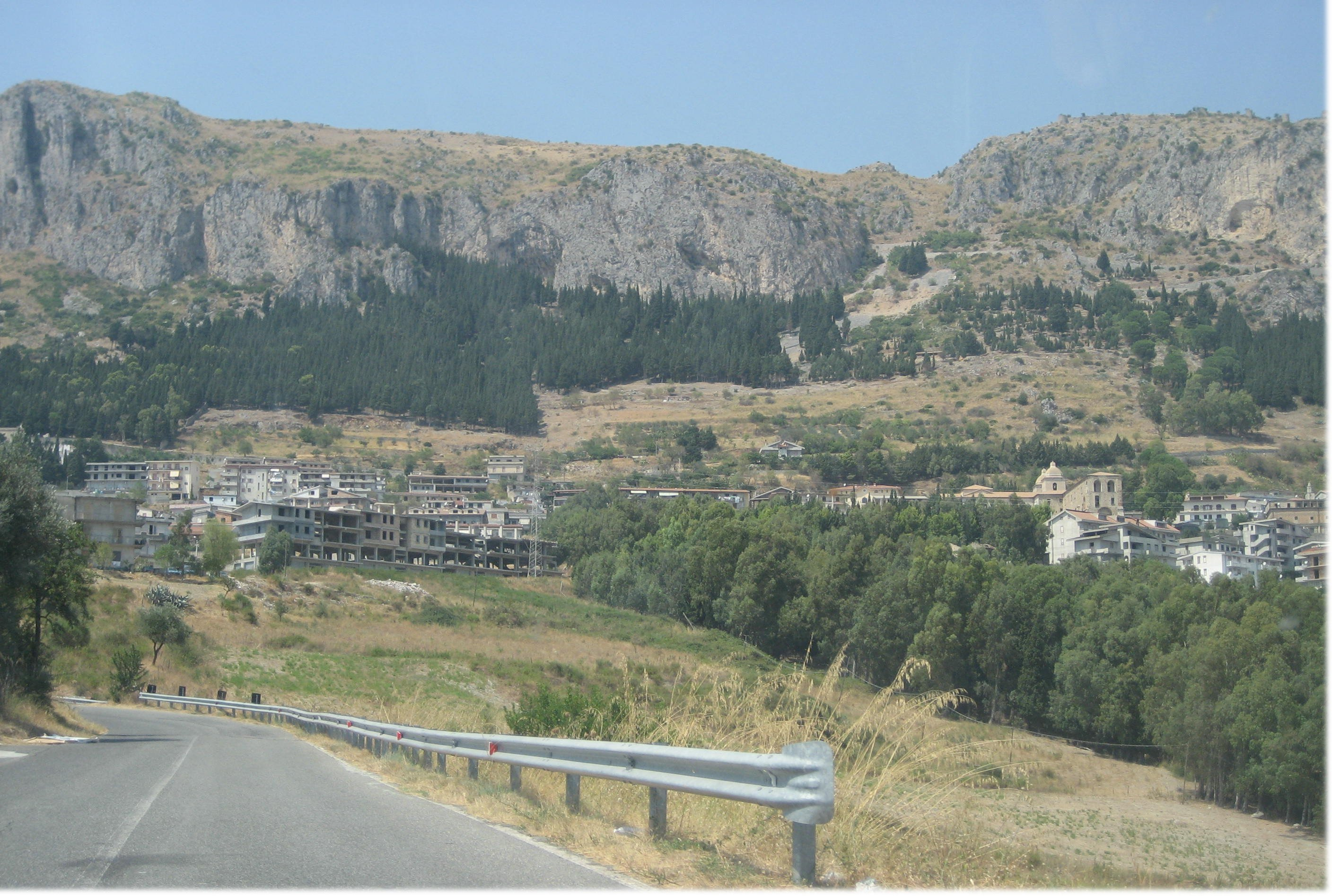
Monte Consolino e Stilo con alle Spalle il mar Ionio (Sp 9)
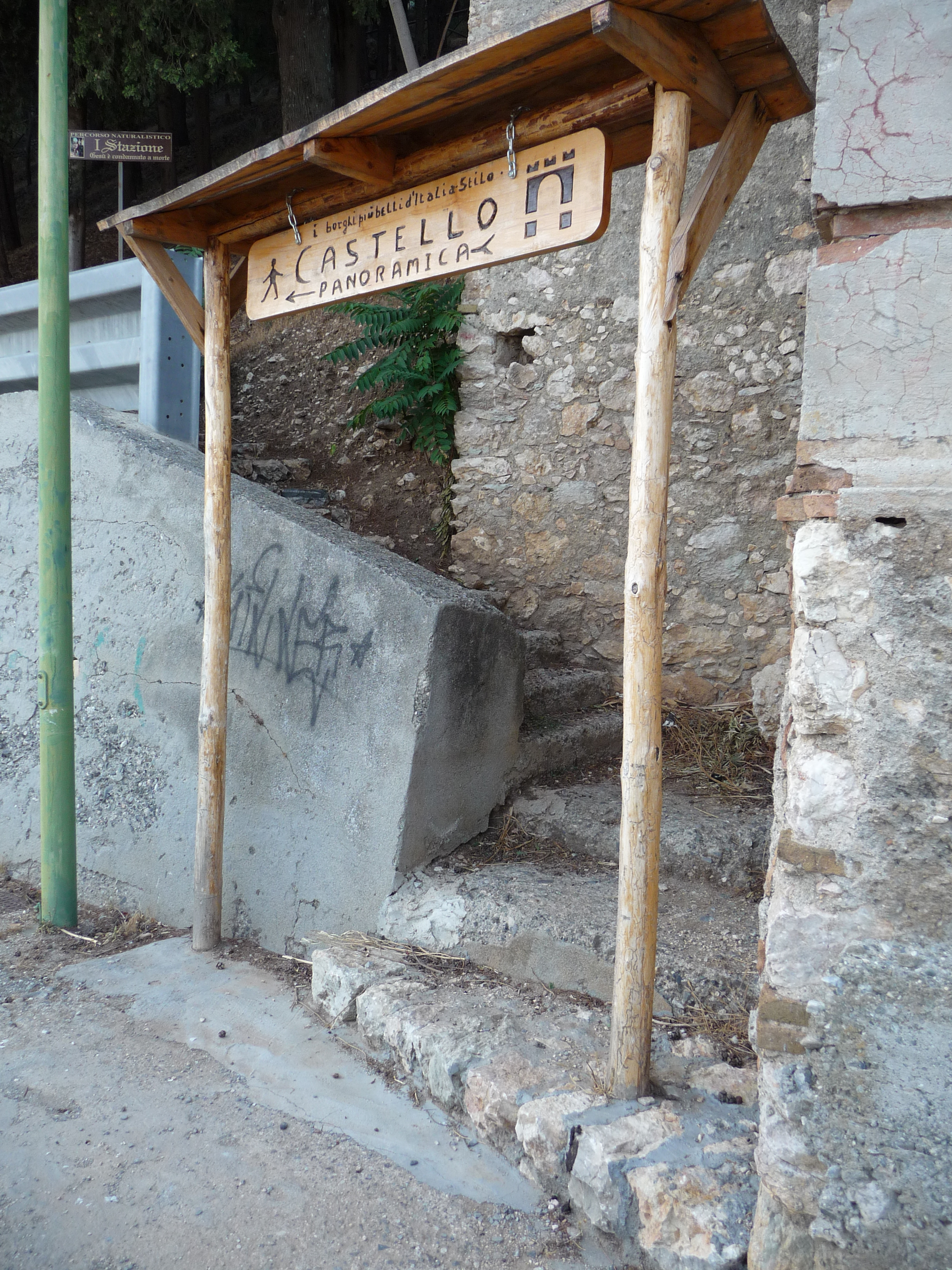
Inizio del Sentiero verso il Castello Normanno
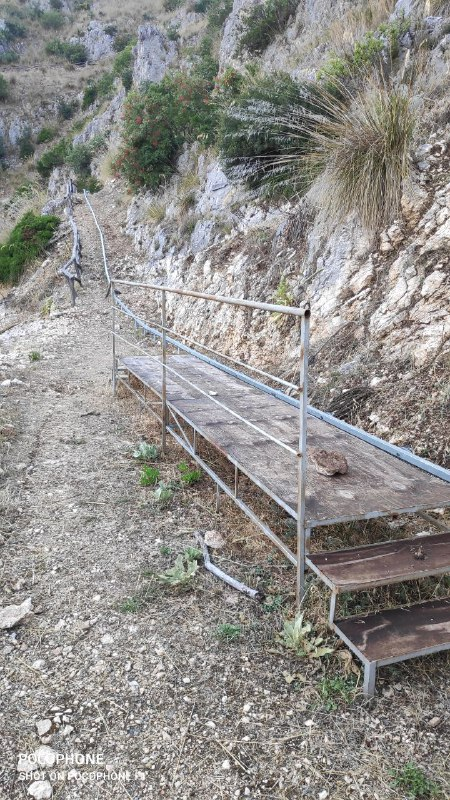
Tratta della monorotaia abbandonata sul Monte consolino nel 2015 ( foto di agosto 2020)